# Pravidlo třetin

Princip pravidla třetin na snímku západu slunce, ve třetině je horizont a kmen stromu

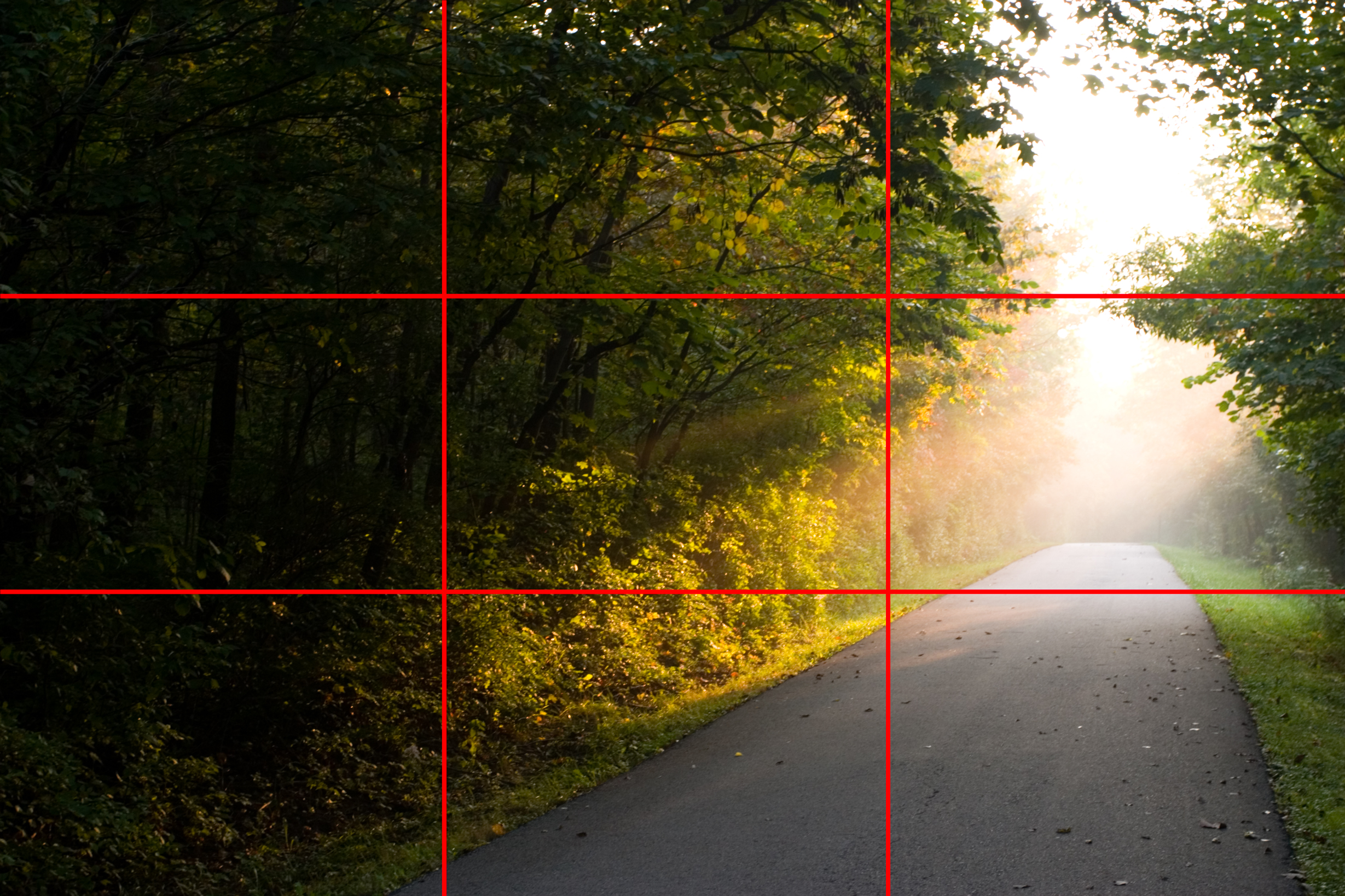
Pravidlo třetin na snímku cesty

Pravidlo třetin je základní pravidlo užívané ve fotografii a dalším vizuálním výtvarném umění jako je malování, design či film. Cílem je umístit předměty a oblasti zájmu do blízkosti jedné z linií tak, aby byl obraz rozdělen na tři stejné části. Dalším cílem je umístit objekty do průsečíků třetinových linií. Umístění objektů v těchto místech učiní fotografii mnohem zajímavější, energičtější a napínavější než jednoduché a nezajímavé zobrazení hlavního motivu uprostřed.

## Historie
Pravidlo třetin definoval George Field roku 1797 pro malbu scénických výjevů.

## Galerie

Stejná scéna vyfotografovaná dvěma způsoby, vpravo s důrazem na třetiny